# Kis-Küküllő vármegye

Küküllő vármegye 1770-ben

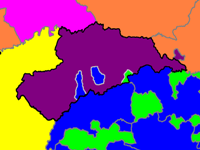
Kis-Küküllő vármegye kialakítása 1876-ban (a lila szín jelöli Küküllő megye területét a rendezés előtt, a fekete vonal pedig Kis-Küküllő új határát)

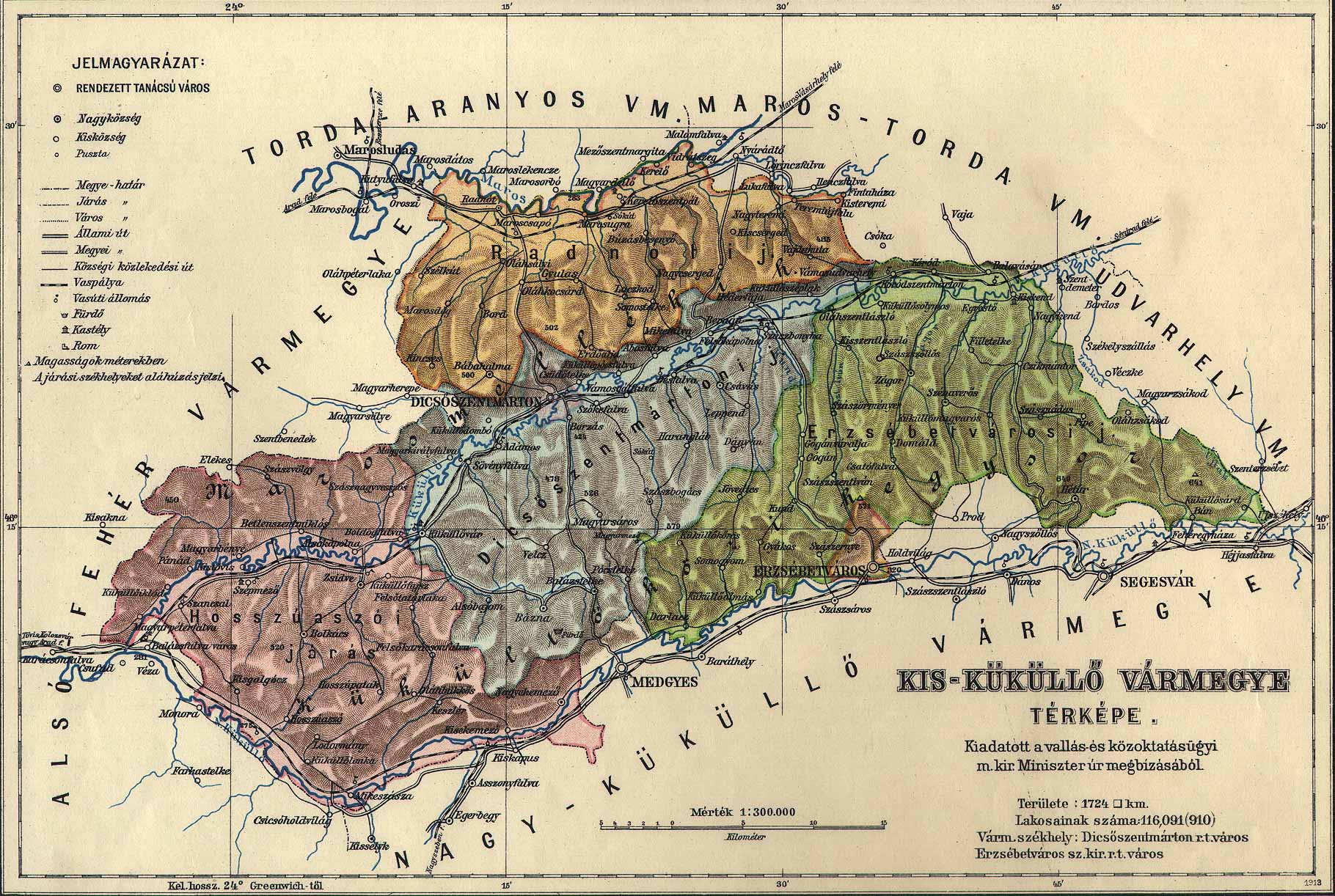
Kis-Küküllő vármegye közigazgatási térképe 1910-ből

Kis-Küküllő vármegye (németül: Komitat Klein-Kokelburg; románul: Comitatul Târnava-Mică) a Magyar Királyság erdélyi részén fekvő vármegye volt 1876 után, székhelye Dicsőszentmárton volt. Jelenleg Románia része.

## Földrajz
Kis-Küküllő az egyik legkisebb vármegye volt Erdély területén belül. Területe többnyire hegyes-dombos, akadnak völgyek is azonban. Természeti kincsei miatt a Magyar Királyság egyik leggazdagabb vármegyéje volt: rengeteg erdeje, a folyók völgyeiben termékeny földjei, nagy kaszálói és látványosságai is voltak. A vármegyének három fontos folyója volt: a Kis-Küküllő, a Nagyküküllő és a Maros.
Határai keleten Udvarhely és Nagy-Küküllő vármegyék, délen Nagy-Küküllő vármegye és a Nagy-Küküllő folyó, mely a két vármegye határfolyója, nyugaton Alsó-Fehér vármegye, Északon Torda-Aranyos és Maros-Torda vármegyék.

## Történelem
A vármegye 1876-ban jött létre az addigi Küküllő vármegye (két község kivételével), továbbá a megszűnő Medgyesszék néhány községe és Erzsébetváros összevonásával. Nevét a Kis-Küküllő folyóról kapta az ekkor alakult Nagy-Küküllő vármegye elnevezés párjaként.
1920-tól Románia része. 1940-ben a második bécsi döntéssel újra magyar fennhatóság alá került hajdani területéből Balavásár és környéke, de ez az átmeneti helyzet 1944-ben megszűnt, amikor visszaállt az 1940 előtti állapot.
Területe az 1968-as romániai megyerendezés óta Maros, Fehér és Szeben megyék között van felosztva.

## Lakosság
Kis-Küküllő vármegyének 1880-ban 92 214 lakosa volt, ebből 48,1% román, 23,4% magyar, 18,4% német. 1910-ben 116 091 lakosa volt, ebből 47,9% román, 30,1% magyar, 17,5% német.

## Közigazgatás
1910-ben a vármegye négy járásra volt felosztva:
- Dicsőszentmártoni járás, székhelye Dicsőszentmárton (rendezett tanácsú város)
- Erzsébetvárosi járás, székhelye Erzsébetváros (rendezett tanácsú város)
- Hosszúaszói járás, székhelye Hosszúaszó
- Radnóti járás, székhelye Radnót